# Río Dolores
El río Dolores (originalmente, río de Nuestra Señora de los Dolores) (del inglés: Dolores River) es un río de los Estados Unidos, un importante afluente del río Colorado que discurre por los estados de Colorado y Utah. Tiene una longitud de 402 kilómetros y drena una cuenca de 11.847 km², similar a países como Gambia, Catar o Jamaica.

## Geografía
Nace en el suroeste del actual estado de Colorado, cerca del pico Dolores y del monte Wilson, en las montañas de San Juan. Corre primero en dirección suroeste, pasando por la pequeña localidad homónima de Dolores, donde cambia de dirección, volviéndose hacia el norte y noroeste. Fluye a través del cañón del río Dolores, después corta a través del Paradox Valley antes de recibir el río San Miguel (casualmente, tanto el Dolores como el San Miguel tienen sus cabeceras a ambos lados del paso de Lizard Head, de 3116 m de altitud) en el condado de Montrose y se adentra en Utah, donde se une con el Colorado cerca del antiguo Dewey Bridge, en el condado de Grand.

## Historia
El río fue explorado y, posiblemente nombrado por Juan María Antonio Rivera, durante una expedición española en 1765 que salió desde Santa Fe.

## Usos recreativos

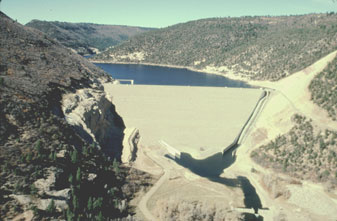
Vista de la presa del embalse McPhee

El río Dolores es navegable en balsas y kayaks (hasta clase IV) desde el embalse McPhee hasta su confluencia con el Colorado. Cuando las aguas están restringidas desde el embalse puede ser posible navegar en botes aguas abajo desde el río San Miguel. Sin embargo, el río se utiliza ampliamente para el riego y durante los años de bajo nivel de agua es totalmente innavegable. El caudal medio anual del Dolores es de aproximadamente 35 m³/s.
En los años de alta escorrentía, la sección desde Bradfield Ranch, cerca de Cahone, Colorado descendiendo hasta Slickrock, Colorado, ofrece un excelente paisaje, camping y rápidos para botes inflables y kayaks. La sección desde Slickrock hasta Bedrock, Colorado atraviesa el cuello de ganso de un cañón de piedra arenisca con varios rápidos en su mayoría de clase II. El Bureau of Land Management recomienda un caudal mínimo de 200 pies³/s para canoas, kayaks y kayaks inflables, 800 pies³/s para pequeñas balsas de hasta 14 pies, y 1000 pies³/s para las grandes balsas de hasta 18 pies de tamaño. El BLM no requiere permisos para grupos que naveguen el río en Colorado, aunque se requieren permisos de la oficina Moab BLM para los navegantes que deseen hacer el trayecto desde Gateway, CO, adentrándose en Utah y hasta la confluencia con el río Colorado, cerca de Dewey Bridge.
La liberación de agua desde la presa del embalse de McPhee es un tema controvertido. En la actualidad, el Bureau of Reclamation, que administra la presa, la opera con una política de «relleno, luego derramo» (fill, then spill), por la que en primer lugar se llena la presa, y, sólo entonces, si se dispone de cualquier agua «extra», son liberados mayores caudales para la navegación recreativa. Este hecho perjudica a las embarcaciones de recreo, que afirman que es difícil para cualquiera saber cuando se puede navegar, pero un residente local puede seguir de cerca los indicadores para planear los viajes por adelantado en el río. La San Juan Citizens' Alliance ha trabajado para iniciar un diálogo entre los actores del río Dolores, con la esperanza de cambiar esa política por otra que permita programar con anticipación las descargas de agua.

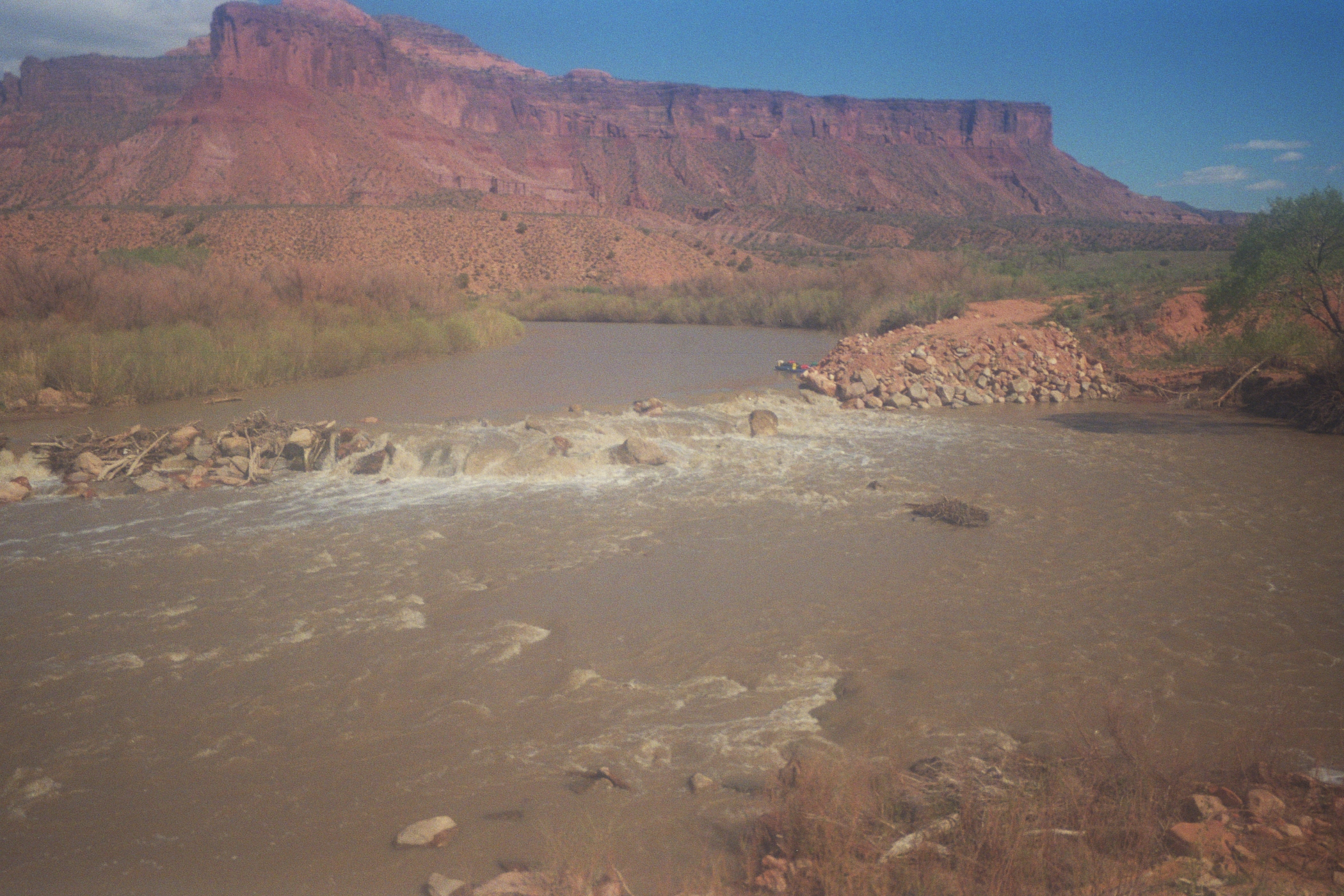
Diversion Dam Rapid en 2011
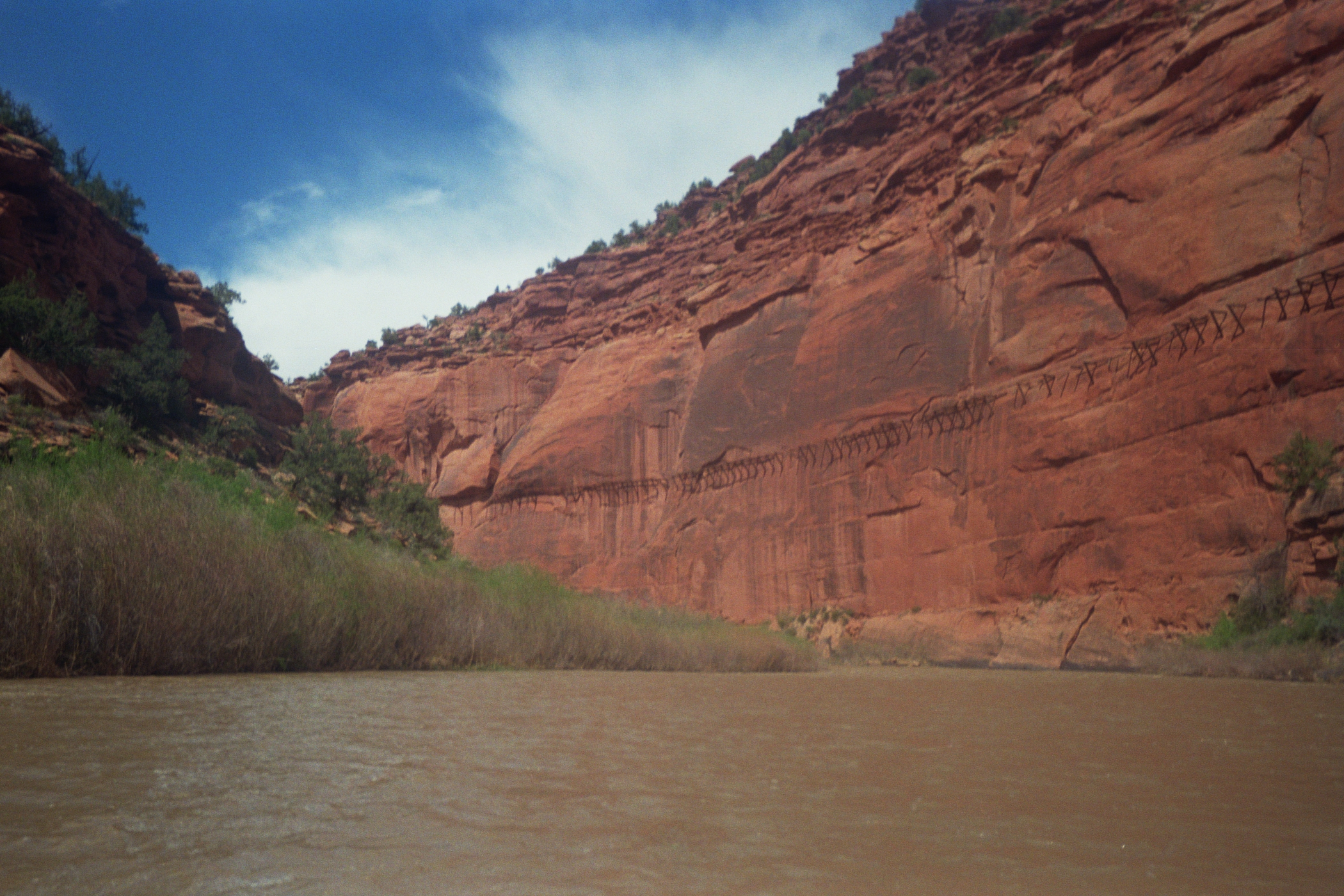
Canal histórico colgando aferrado precariamente a las paredes del cañón
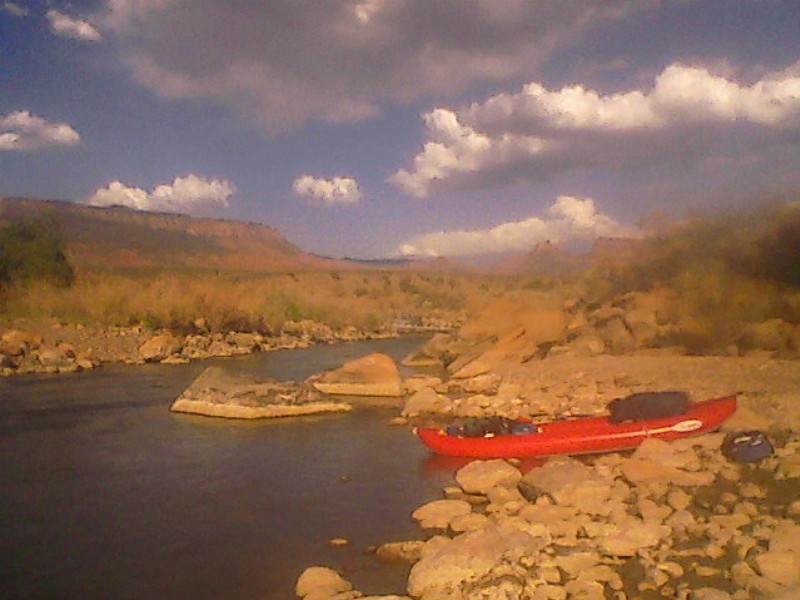
El Dolores en aguas bajas